# Hoya apoensis
Hoya apoensis är en oleanderväxtart. Hoya apoensis ingår i släktet Hoya och familjen oleanderväxter.

## Underarter
Arten delas in i följande underarter:
- H. a. apoensis
- H. a. sagittaria